# Čejčské jezero
Čejčské jezero je jedno ze dvou velkých zaniklých slaných jezer jižní Moravy (druhé je Kobylské jezero). Nacházelo se jihovýchodně od současné obce Čejč v oblasti výrazné, převážně tektonicky tvořené deprese. Na břehu bývalého Čejčského jezera se nachází přírodní památka Výchoz. Plocha jezera je dobře patrná na historické mapě pocházející z 2. vojenského mapování z let 1836–1852 pod německým názvem Tscheitscher See. Památkou na jezero je několik pomístních názvů (Jezero nad Dvorem, Jezero pod Tratí, Louky nad Jezerem).

## Historie
Čejčské jezero bylo jedním z mnoha jezer, která se s koncem poslední doby ledové vytvořila na jižní Moravě v okolí Kyjova. Vedle největšího Kobylského zde byla další méně známá jezera: Vracovské, Vacenovické a Vlkošské. Stáří jezera bylo potvrzeno pylovou a paleoalgologickou analýzou. Jezera se postupně zanášela během pozdního glaciálu (15 000 – 10 250 př. n. l.) a během mladších čtvrtohor (10 250 př. n. l. – dodnes), proces se urychlil vlivem zemědělské činnosti. Během 19. století pak bylo Čejčské jezero (spolu s Kobylským) uměle vysušeno za účelem zisku půdy. Jeho kotlina je však uzavřená, a aby se zabránilo jeho spontánnímu obnovování, je voda vyčerpávána do Čejčského potoka, který odtéká do Trkmanky.
Obsáhlý historický zdroj informací o Čejčském jezeře je dílo Tomáše Jordána z roku 1580 o léčivých pramenech Kniha o přirozených vodách hojitedlných neb teplicech moravských, slavným čtyřem stavuom markhrabství moravského připsaná. Je zde zmíněn vysoký obsah sloučenin síry a dusičnanu sodného a hořká chuť a zápach vody a s tím spojené využití vody z Čejčského jezera při léčbě kožních onemocnění u lidí i dobytku.